# Puchar Narodów (snooker)
Puchar Narodów (ang. World Cup) jest jednym z zaproszeniowych turniejów snookerowych (stworzony przez Mike’a Wattersona, który zorganizował także UK Championship, oraz przeniósł Snookerowe Mistrzostwa świata do Crucible Theatre w Sheffield).

## Historia
Puchar Narodów w snookera po raz pierwszy został rozegrany w 1979 roku, jako State Express World Challenge Cup. Brało w nim udział 8 drużyn, po 3 zawodników każda. W 1981 roku w związku z wnioskiem sponsora, zmianie uległa też nazwa turnieju – State Express World Team Classic.
W 1985 roku wycofał się największy sponsor, bowiem firma State Express została przejęta przez koncern British American Tobacco, który postanowił nie przedłużać umowy sponsorskiej. Światowa Federacja Snookera postanowiła jednak nie szukać nowego sponsora, ponieważ turniej ten, z roku na rok, stawał się coraz bardziej rentowny. World Cup był rozgrywany do 1990 roku. Później, w 1996 roku rozegrano jeszcze jeden taki turniej.
Puchar Narodów powrócił do snookerowego kalendarza w 1999 roku pod nazwą Nations Cup, i pod taką samą nazwą ten turniej był rozgrywany przez trzy kolejne sezony. Wtedy też postanowiono o zwiększeniu liczebności drużyn do 4 zawodników. Jednak było tak tylko przez dwa kolejne turnieje. W 2001 roku (tutaj powrócono do formuły 3 zawodników w drużynie), w sezonie 2000/2001 został rozegrany ostatni turniej z cyklu Nations Cup.

## Zasady rozgrywania
W turnieju uczestniczy 8 krajów/zespołów po trzech (w dwóch turniejach wyjątkowo czterech) zawodników, zaproszonych przez organizatorów turnieju. W pierwszej fazie (grupowej) turnieju zespoły te są rozstawione w dwóch grupach (A i B) i w ramach grup rozgrywają między sobą pojedynki. Wszystkie pojedynki w fazie grupowej są rozgrywane do 4 wygranych frejmów. Zwycięzca grupy A spotyka się w półfinale z drugą drużyną grupy B, zaś zwycięzca grupy B podejmuje drugą drużynę grupy A. Półfinały są rozgrywane do 5 zwycięskich frejmów. Zwycięzcy półfinałów spotykają się w finale, który wygrywa drużyna, która jako pierwsza wygrywa 6 frejmów.

## Miejsca rozgrywania turniejów
- 1979 Haden Hill Leisure Centre, Birmingham, Anglia
- 1980 New London Theatre, Londyn, Anglia
- 1981 Hexagon Theatre, Reading, Anglia
- 1982 Hexagon Theatre, Reading, Anglia
- 1983 Hexagon Theatre, Reading, Anglia
- 1985 Bournemouth International Centre, Bournemouth, Anglia
- 1986 Bournemouth International Centre, Bournemouth, Anglia
- 1987 Bournemouth International Centre, Bournemouth, Anglia
- 1988 Bournemouth International Centre, Bournemouth, Anglia
- 1989 Bournemouth International Centre, Bournemouth, Anglia
- 1990 Bournemouth International Centre, Bournemouth, Anglia
- 1996 Amari Watergate Hotel, Bangkok, Tajlandia
- 1999 Telewest Arena, Newcastle upon Tyne, Anglia
- 2000 Hexagon Theatre, Reading, Anglia
- 2001 Hexagon Theatre, Reading, Anglia
- 2011 World Trade Center, Bangkok, Tajlandia
- 2015 Wuxi City Sports Park Stadium, Wuxi, Chiny
- 2017 Wuxi City Sports Park Stadium, Wuxi, Chiny
- 2019 Wuxi City Sports Park Stadium, Wuxi, Chiny

## Zwycięzcy
| Rok                                           | Zwycięzca                                     | Zwycięzca                                                | Drugie miejsce                                | Drugie miejsce                                           | Wynik                                         | Sezon                                         |
| Rok                                           | Zespół                                        | Zawodnik                                                 | Zespół                                        | Zawodnik                                                 | Wynik                                         | Sezon                                         |
| World Challenge Cup (Drużynowy Puchar Świata) | World Challenge Cup (Drużynowy Puchar Świata) | World Challenge Cup (Drużynowy Puchar Świata)            | World Challenge Cup (Drużynowy Puchar Świata) | World Challenge Cup (Drużynowy Puchar Świata)            | World Challenge Cup (Drużynowy Puchar Świata) | World Challenge Cup (Drużynowy Puchar Świata) |
| --------------------------------------------- | --------------------------------------------- | -------------------------------------------------------- | --------------------------------------------- | -------------------------------------------------------- | --------------------------------------------- | --------------------------------------------- |
| 1979                                          | Walia                                         | Terry Griffiths Doug Mountjoy Ray Reardon                | Anglia                                        | Fred Davis Graham Miles John Spencer                     | 14–3                                          | 1979/80                                       |
| 1980                                          | Walia                                         | Terry Griffiths Doug Mountjoy Ray Reardon                | Kanada                                        | Kirk Stevens Cliff Thorburn Bill Werbeniuk               | 8–5                                           | 1980/81                                       |
| World Team Classic (Drużynowy Puchar Świata)  |                                               |                                                          |                                               |                                                          |                                               |                                               |
| 1981                                          | Anglia                                        | Steve Davis John Spencer David Taylor                    | Walia                                         | Terry Griffiths Doug Mountjoy Ray Reardon                | 4–3                                           | 1981/82                                       |
| 1982                                          | Kanada                                        | Kirk Stevens Cliff Thorburn Bill Werbeniuk               | Anglia                                        | Steve Davis Tony Knowles Jimmy White                     | 4–2                                           | 1982/83                                       |
| 1983                                          | Anglia                                        | Steve Davis Tony Knowles Tony Meo                        | Walia                                         | Terry Griffiths Doug Mountjoy Ray Reardon                | 4–2                                           | 1983/84                                       |
| World Cup (Puchar Świata)                     |                                               |                                                          |                                               |                                                          |                                               |                                               |
| 1985                                          | Cała Irlandia                                 | Alex Higgins Eugene Hughes Dennis Taylor                 | Anglia                                        | Steve Davis Tony Knowles Tony Meo                        | 9–7                                           | 1984/85                                       |
| 1986                                          | Cała Irlandia                                 | Alex Higgins Eugene Hughes Dennis Taylor                 | Kanada                                        | Kirk Stevens Cliff Thorburn Bill Werbeniuk               | 9–7                                           | 1985/86                                       |
| 1987                                          | Cała Irlandia                                 | Alex Higgins Eugene Hughes Dennis Taylor                 | Kanada                                        | Kirk Stevens Cliff Thorburn Bill Werbeniuk               | 9–2                                           | 1986/87                                       |
| 1988                                          | Anglia                                        | Steve Davis Jimmy White Neal Foulds                      | Australia                                     | Eddie Charlton Warren King John Campbell                 | 9–7                                           | 1987/88                                       |
| 1989                                          | Anglia                                        | Steve Davis Jimmy White Neal Foulds                      | Reszta Świata                                 | Tony Drago Dene O’Kane Silvino Francisco                 | 9–8                                           | 1988/89                                       |
| 1990                                          | Kanada                                        | Cliff Thorburn Bob Chaperon Alain Robidoux               | Irlandia Północna                             | Dennis Taylor Alex Higgins Tommy Murphy                  | 9–5                                           | 1989/90                                       |
| 1996                                          | Szkocja                                       | Stephen Hendry John Higgins Alan McManus                 | Irlandia                                      | Ken Doherty Fergal O’Brien Stephen Murphy                | 10–7                                          | 1996/97                                       |
| Nations Cup (Puchar Narodów)                  |                                               |                                                          |                                               |                                                          |                                               |                                               |
| 1999                                          | Walia                                         | Matthew Stevens Mark Williams Dominic Dale Darren Morgan | Szkocja                                       | Stephen Hendry John Higgins Alan McManus Chris Small     | 6–4                                           | 1998/99                                       |
| 2000                                          | Anglia                                        | Ronnie O’Sullivan Jimmy White John Parrott Stephen Lee   | Walia                                         | Matthew Stevens Mark Williams Dominic Dale Darren Morgan | 6–4                                           | 1999/00                                       |
| 2001                                          | Szkocja                                       | Stephen Hendry John Higgins Alan McManus                 | Irlandia                                      | Ken Doherty Fergal O’Brien Michael Judge                 | 6–2                                           | 2000/01                                       |
| World Cup (Puchar Świata)                     |                                               |                                                          |                                               |                                                          |                                               |                                               |
| 2011                                          | Chiny                                         | Ding Junhui Liang Wenbo                                  | Irlandia Północna                             | Mark Allen Gerard Greene                                 | 4–2                                           | 2011/12                                       |
| 2015                                          | Chiny B                                       | Zhou Yuelong Yan Bingtao                                 | Szkocja                                       | John Higgins Stephen Maguire                             | 4–1                                           | 2015/16                                       |
| 2017                                          | Chiny A                                       | Ding Junhui Liang Wenbo                                  | Anglia                                        | Judd Trump Barry Hawkins                                 | 4–3                                           | 2017/18                                       |
| 2019                                          | Szkocja                                       | John Higgins Stephen Maguire                             | Chiny B                                       | Zhou Yuelong Liang Wenbo                                 | 4–0                                           | 2019/20                                       |